# Старокалитвенское сельское поселение
Старокалитвенское сельское поселение — муниципальное образование в Россошанском районе Воронежской области.
Административный центр — село Старая Калитва.

## Административное деление
В состав поселения входят 4 населенных пункта:
- село Старая Калитва
- село Кулаковка
- хутор Лощина
- село Терновка